# کینتارو

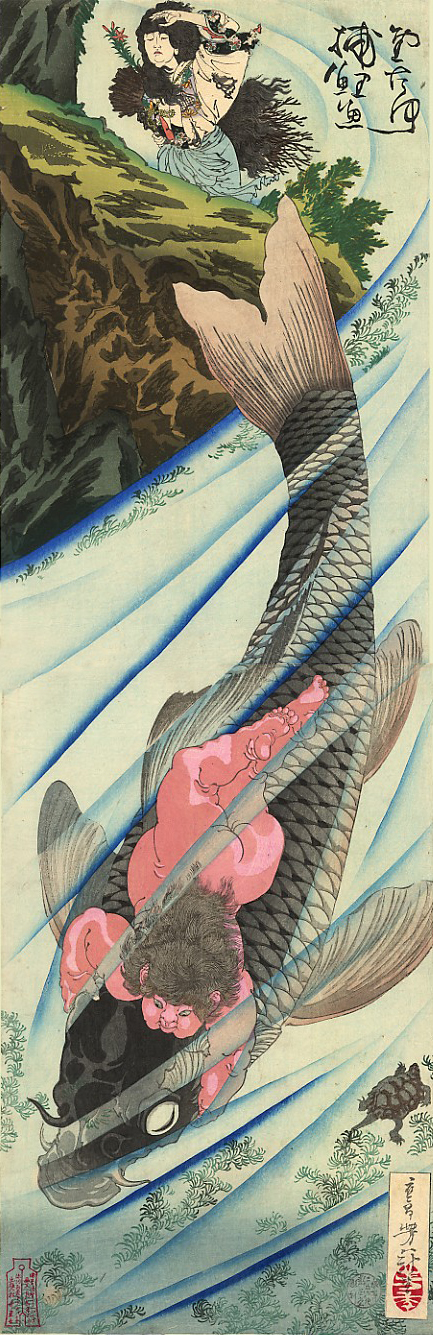
کینتاروی جوان در حال مبارزه با یک ماهی غول‌پیکر، در نقاشی‌ای از یوشی توشی

کینتارو (به ژاپنی: 金太郎)، که اغلب با عنوان پسر طلایی یا پسر زرین ترجمه می‌شود، یک قهرمان قومی و بومی در فولکلور ژاپنی است. او، از وقتی که یک کودک محسوب می‌شد، دارای قدرت برتر و مافوق‌بشری بود و توسط عجوزهٔ کوهستان (یاما-اوبا) در کوهی به نام آشیگارا، که در ناحیه‌ای کوهستانی قرار داشت، بزرگ شد. او با حیوانات آن کوهستان روابط دوستانه‌ای برقرار کرد و بعدها، پس از دستیابی به شوتن-دوجی، بلا و وحشت موجود در منطقهٔ اطراف کوه اوئی، او تبدیل به یکی از پیروان وفادار میناموتو نو یوری‌میتسو گردید و نام جدید ساکاتا کینتوکی (坂 田 公 时؟) گرفت. او چهره‌ای محبوب در درام نُه (Noh) و کابوکی محسوب می‌شود، و سفارشی موجود است که [به خانواده‌های پسردار] توصیه می‌کند در روز پسران (روز بچه‌ها)، یک عروسک کینتارو را برپا دارند، با این امید که پسران آن‌ها نیز، به همان اندازهٔ کینتارو شجاع و قوی شوند.
کینتارو در ظهور خویش به‌صورت یک انسان یا یک مرد واقعی، ساکاتا کینتوکی نام دارد، که در طول دورهٔ هیان می‌زیست و احتمالاً اهل جایی بود که هم‌اکنون شهرستان مینامی-آشیگارا نامیده می‌شود. او، به‌عنوان ملازم یا نوکر، برای سامورایی میناموتو نو یوری‌میتسو خدمت کرد و تمامی توانمندی‌هایی را که برای یک مبارز ضروری شناخته می‌شود به‌خوبی کسب کرد و به‌عنوان یک مبارز تمام‌عیار شناخته شد.
همان‌طور که دربارهٔ زندگی بسیاری از افراد که بیشتر از عمرشان زیسته‌اند، معمول است، افسانه‌های مربوط به کینتارو نیز، با گذشت زمان افزایش یافته است.

## شرح
کینتارو، پسر زرین، در اساطیر ژاپن دارای قدرتی فوق طبیعی تلقی می‌شود. وی در برخی روایات یکی از چهار ملازم یوری میتسو معرفی شده‌است.
می‌گویند که وی از کودکی درختان عظیم را از جا می‌کند. در موزه ویکتوریا و آلبرت، نقاشی از شون یئی، تصویر کینتارو پسر زرین را نشان می‌دهد که با کندن درختی از ریشه، غول عنکبوت را هلاک کرده‌است.

## افسانه‌ها

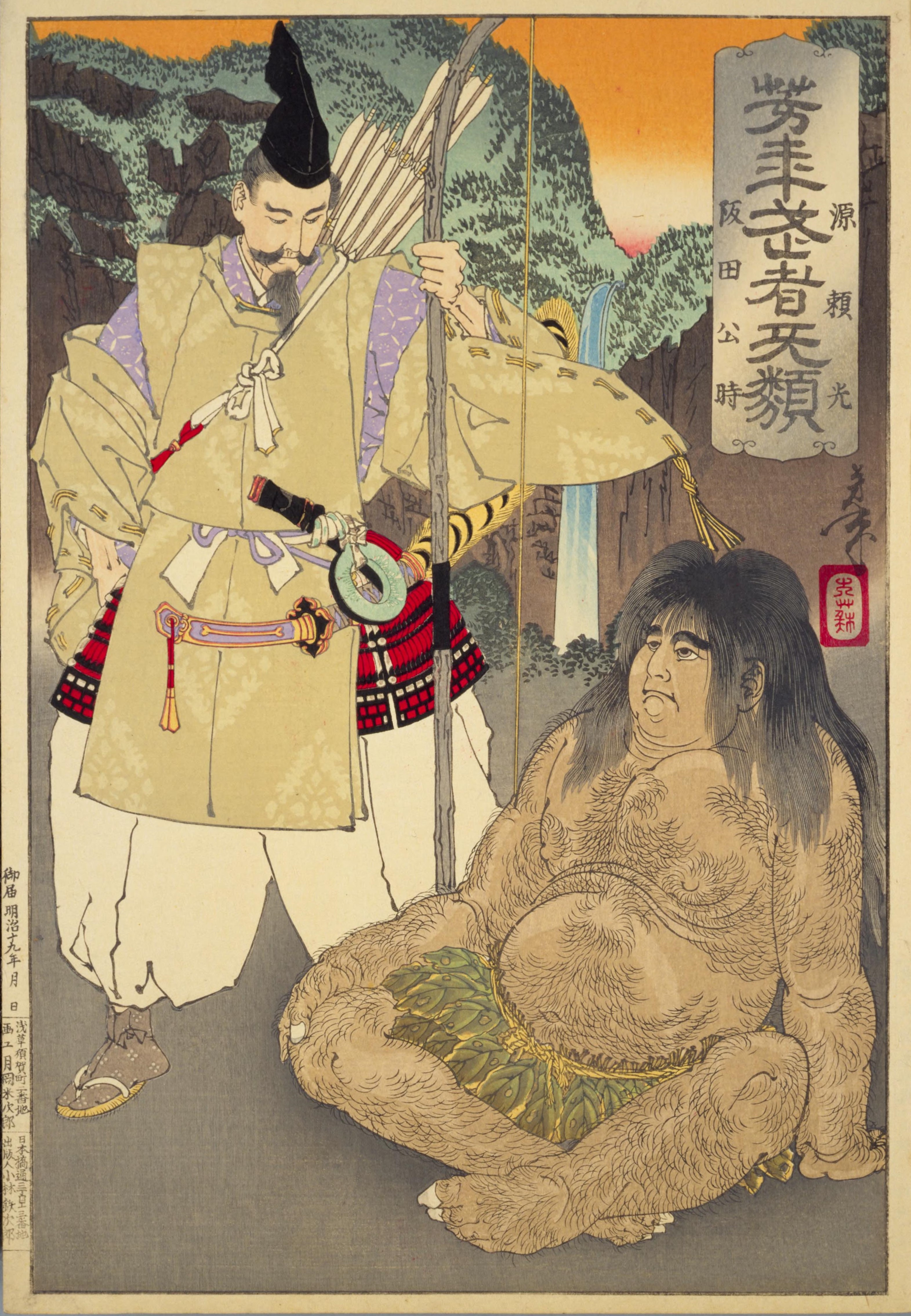
کینتارو

کینتارو به مهارت و داشتن نیروی بدنی بسیار و وفادار بودن شهرت دارد. می‌گویند که مادر کینتارو از ارواح کوهستان بود و یاما-اوبا نام داشت. همچنین در افسانه‌هایی دیگر گفته می‌شود که پدر کینتارو از جنگاوران مغضوب دربار و مادر او زنی میرا [=میرنده، فانی] بود که زندگانی خود را وقف خدمت به شوهر خویش کرد.
کینتارو بعد از مرگ پدر زاده شد و در عزلت کوهستان با مادر خویش و حیوانات وحشی بزرگ شد. گفته می‌شود که پوست بدن او طلایی رنگ بود و در خردسالی، کودکی بسیار زیبا و چندان قوی بود که می‌توانست هر درختی را با یک دست ریشه کن کند. حریف کُشتی او از روزگار خردسالی، خرسی قوی پنجه بود. کینتارو مزید بر داشتن نیرویی شگفت انگیز، بسیار فرزانه و مورداطمینان نیز بود و این ویژگی قابل اطمینان بودن او، چنان بود که حتی حیوانات وحشی نیز به او اعتماد می‌کردند. می‌گویند که کینتارو هیچ حیوانی را نکُشت و از حیوانات نکته‌های بسیار آموخت.
پس از اینکه امپراتور، کینتارو را شناخت و از نیروی بدنی او آگاهی یافت، کینتارو را به دربار فراخواندند و بدین ترتیب او در کیوتو در شمار ملازمان یوری میتسو [یوری میتسو؟] که یکی از قهرمانان و رهبران اولیهٔ میناموتو بود، درآمد.
بدینسان کینتارو سرانجام در کیونو نام پدر خویش را زنده ساخت و در شمار قهرمانان بزرگ ژاپن درآمد.